# (34871) 2001 UM2
2001 يو أم 2 (ويعرف أيضًا باسم (34871) 2001 يو أم 2 وفق تسمية الكوكب الصغير) (بالإنجليزية: 2001 UM2)‏ هو كويكب ضمن حزام الكويكبات؛ وترتيبه 34871 من حيث الاكتشاف.
اكتُشف هذا الجُرم الفلكي بواسطة William Kwong Yu Yeung ‏ في 18 أكتوبر 2001.

## وصلات خارجية
- (34871) 2001 UM2 في قاعدة بيانات مختبر الدفع النفاث لأجرام النظام الشمسي الصغيرة

- الاكتشاف · مخطط المدار ·  العناصر المدارية · المعلمات المادية

- (34871) 2001 UM2 على موقع ويكي سكاي: DSS2, SDSS, GALEX, IRAS, Hydrogen α, X-Ray, Astrophoto, Sky Map, Articles and images